# Mitroplatia viridaurea
Mitroplatia viridaurea är en tvåvingeart som först beskrevs av Fritz Isidore van Emden 1965. Mitroplatia viridaurea ingår i släktet Mitroplatia och familjen husflugor.
Artens utbredningsområde är Myanmar. Inga underarter finns listade i Catalogue of Life.